# Edmund Piątkowski
Edmund Piątkowski (Polonia, 31 de enero de 1936-28 de marzo de 2016) fue un atleta polaco especializado en la prueba de lanzamiento de disco, en la que consiguió ser campeón europeo en 1958.

## Carrera deportiva
En el Campeonato Europeo de Atletismo de 1958 ganó la medalla de oro en el lanzamiento de disco, llegando hasta los 53.92 metros que fue récord de los campeonatos, quedando en el podio por delante del búlgaro Todor Artarski (plata con 53.82 metros) y del soviético Vladimir Trusenyev (bronce con 53.74 metros).